# UGC 8058
UGC 8058 (również Markarian 231) – galaktyka nieregularna (niektóre źródła klasyfikują ją jako zniekształconą galaktykę spiralną) położona w kierunku Wielkiej Niedźwiedzicy, odległa o około 600 milionów lat świetlnych od Ziemi. Galaktyka ta została odkryta w 1969 w trakcie programu poszukiwań galaktyk o silnym promieniowaniu ultrafioletowym. Jest to galaktyka aktywna, zawiera najbliższy Ziemi znany kwazar. Jest też klasyfikowana jako galaktyka Seyferta typu 1.
Ocenia się, że masa galaktyki jest ok. trzykrotnie większa niż masa Drogi Mlecznej.

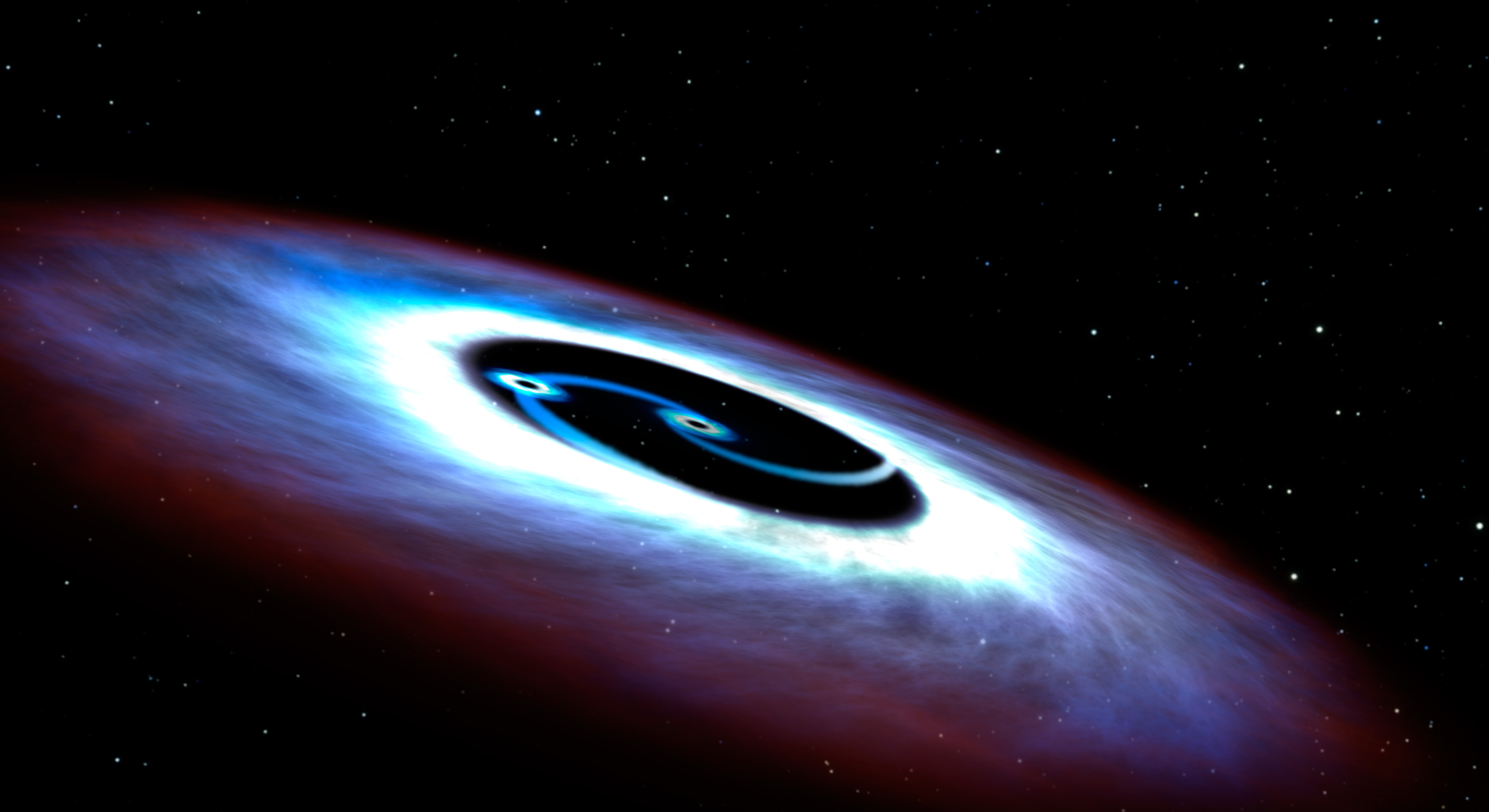
Wizja artystyczna podwójnej czarnej dziury w centrum galaktyki UGC 8058

W jej centrum znajduje się para supermasywnych czarnych dziur okrążających się wzajemnie w ciągu 1,2 roku. Centralna czarna dziura ma masę ok. 150 milionów mas Słońca, natomiast jej mniejsza towarzyszka waży 4 miliony M☉. Mniej masywna czarna dziura pochodzi z wchłoniętej przez UGC 8058 mniejszej galaktyki. O niedawnym połączeniu galaktyk świadczy asymetryczna budowa UGC 8058 oraz długie „ogony pływowe” składające się z młodych niebieskich gwiazd. Okrążające się wzajemnie czarne dziury generują ogromne ilości energii, co sprawia, że galaktyczne jądro świeci jaśniej niż miliardy gwiazd należących do tej galaktyki. Taki typ aktywnego jądra nazywany jest kwazarem. Przewiduje się, że czarne dziury będą krążyć coraz bliżej siebie i za kilkaset tysięcy lat połączą się ze sobą.